# Arctotidinae
Arctotidinae es una subtribu de plantas de la familia de las asteráceas o compuestas perteneciente a la subfamilia Cichorioideae.

## Descripción
Las plantas de esta subtribu son hierbas o arbustos, sin látex. Las hojas a lo largo del tallo son alternas, enteras o lobuladas. Las cabezas florales están compuestos de dos flores periféricas del disco. La envolvente tiene una forma acampanada o cilíndrica, pero a veces también urceolada. Las brácteas se disponen imbricadas en más de una serie (las externas tienen tipo foliáceo, las internas son más escariosas). Las flores, en forma de radiación periférica ligulada, termina con tres lóbulos y suelen ser femeninas. Las flores, los centros del disco, tubulares, hermafroditas y con la corola con 5 lóbulos. Los apéndices apicales de las anteras son cortos y redondeados. Los aquenios son de crucería y algunas veces con vilanos alados formados por escamas dispuestas en una o dos series.

## Distribución y hábitats
La distribución de la subtribu es particularmente relevante para Sudáfrica, pero algunas especies también se encuentran en Australia (por ejemplo, la especie Arctotis maidenii Beauverd y dos especies endémicas del género Cymbonotus ). Las hipótesis filogenéticas diferentes indican que la subtribu podría haberse originado en las zonas templadas del sur y el este de África.

## Géneros
Comprende 6 géneros con unas 80 especies:

- Arctotheca Vaill. (5 spp.)
- Arctotis L. (unas 60-70 spp.)
- Cymbonotus Cass. (3 spp.)
- Dymondia Compton (1 sp.)
- Haplocarpha  Less. (9 spp.)
- Landtia Less.(3 spp.)